# César Delgado
César Fabián »Chelito« Delgado, argentinski nogometaš, * 18. avgust 1981, Rosario, Argentina.
Sodeloval je na nogometnemu delu poletnih olimpijskih iger leta 2004.